# Ха Хюи Тап
Ха Хюи Тап (вьет. Hà Huy Tập, имя при рождении — Ха Хюи Кхьем, 24 апреля 1906, Хатинь — 28 августа 1941, Хошимин) — вьетнамский революционер, генеральный секретарь Коммунистической партии Индокитая в 1936—1938 годах.

## Биография
Родился 24 апреля 1906 года в деревне Кимнак уезда Камсуен, провинции Хатинь, был вторым из пяти детей в семье. Получил образование учителя и с 1926 года включился в национально-освободительное движение, за что подвергался преследованиям со стороны французских колониальных властей. В 1928 году отправился в Гуанчжоу (Китай) для работы во Вьетнамской молодёжной революционной ассоциации, где познакомился с Хо Ши Мином (в ту пору — Нгуен Ай Куоком).
В 1929 году Ха Хюи Тап отправился в СССР, где учился в Коммунистическом университете трудящихся Востока имени И. В. Сталина в Москве под псевдонимом «Синичкин». Вместе с ним учились и другие будущие руководители Коммунистической партии Вьетнама — Чан Фу, Ле Хонг Фонг, Нгуен Тхи Минь Кхай. За время учёбы в Москве Ха Хюи Тап подготовил «Программу действий Индокитайской коммунистической партии» и «Историю развития коммунистического движения в Индокитае».
В апреле 1933 года завершил обучение и вернулся во Вьетнам. В марте 1935 года на I съезде КПВ в Макао генеральным секретарем партии был избран Ле Хонг Фонг, а Ха Хюи Тап был назначен на должность секретаря Центрального Комитета по работе с диаспорой. В июле 1936 года Ха Хюи Тап избран генеральным секретарем КПВ и занимал этот пост до марта 1938 года, когда на этот пост был избран Нгуен Ван Кы.
1 мая 1938 года он был арестован за участие в первомайской демонстрации в Сайгоне и заключён под домашний арест. 30 марта 1940 года он был вновь арестован французскими властями и 25 октября того же года приговорён к пяти годам тюремного заключения, но 25 марта 1941 года ему и группе руководителей КПВ (Нгуен Ван Кы, Во Ван Тань, Нгуен Тхи Минь Кхай) приговор был заменён на смертную казнь. На суде Ха Хюи Тап заявил: «Я ни о чём не жалею, если останусь жив, я буду продолжать работать».
28 августа 1941 года Ха Хюи Тап был расстрелян вместе с другими революционерами в Сайгоне.
22 ноября 2009 года останки Ха Хюи Тапа были найдены в Хокмоне (уезд Хошимина), и 1 декабря того же года состоялось торжественное перезахоронение останков на родине революционера в провинции Хатинь.